# Glittering Girl
Pistes de The Who Sell Out
Rael 2 Melancholia
Glittering Girl est une chanson du groupe britannique The Who. Enregistrée en 1967, elle ne paraît en titre bonus dans la réédition de l'album The Who Sell Out, à la quinzième piste, en 1995.

## Analyse musicale
C'est une chanson d'amour assez simple; la suite d'accords fait penser à I'm Free (parue plus tard sur Tommy). La ligne vocale semble assez peu assurée; ce qui est compréhensible, Pete Townshend ayant juste enregistré une démonstration de la voix, voulant la retravailler plus tard.
La fin de la chanson présente une publicité parodique composée par un membre inconnu du groupe, pour la firme Coca-Cola. Les riffs sont assez durs et distordus, avec plusieurs solos de guitare. Ce jingle a été enregistré autour d'avril 1967.